# Tylenchida
Tylenchida é uma ordem de namatódeos que contém algumas famílias como Heteroderidae.